# جاكسون مارتينيز
جاكسون أرلي مارتينيز فالنسيا (بالإسبانية: Jackson Martínez)‏ (مواليد 3 أكتوبر 1986 في كيبدو) هو لاعب كرة قدم كولومبي دولي يجيد اللعب في خط الهجوم. يلعب حالياً لصالح نادي جوانزجو الصيني.

## روابط خارجية
- جاكسون مارتينيز على موقع الاتحاد الدولي (مؤرشف)  (الإنجليزية)
- جاكسون مارتينيز على موقع الاتحاد الأوربي (الإنجليزية)
- جاكسون مارتينيز على موقع قاعدة بيانات كرة القدم.إي يو (الإنجليزية)
- جاكسون مارتينيز على موقع ليكيب (الفرنسية)
- جاكسون مارتينيز على موقع ناشيونال فوتبول تيمز (الإنجليزية)
- جاكسون مارتينيز على موقع Soccerbase.com (لاعب) (الإنجليزية)
- جاكسون مارتينيز على موقع Soccerway.com (الإنجليزية)
- جاكسون مارتينيز على موقع عالم كرة القدم.نت (الإنجليزية)
- جاكسون مارتينيز على موقع AS.com (الإسبانية)